# Javra glaesaria
Javra glaesaria là một loài tò vò trong họ Ichneumonidae.